# کلرادو (فیلم)
کلرادو (انگلیسی: Colorado) فیلمی در ژانر وسترن به کارگردانی جوزف کین است که در سال ۱۹۴۰ منتشر شد. از بازیگران آن می‌توان به روی راجرز، جرج (گبی) هیز، لوید اینگراهام، و جیمز سی. مورتون اشاره کرد.